# ديفيد سميث (مؤرخ بريطاني)
ديفيد سميث (بالإنجليزية: David Smith)‏ هو مؤرخ بريطاني، ولد في 3 ديسمبر 1963.